# Pismenovo, Burgas
Pismenovo (în bulgară Писменово) este un sat în comuna Primorsko, regiunea Burgas,  Bulgaria. 

## Demografie
Componența etnică a satului Pismenovo
     Bulgari (11,26%)
     Nicio identificare (88,73%)
     Altele (0%)
La recensământul din 2011, populația satului Pismenovo era de 142 locuitori. Nu există o etnie majoritară, locuitorii fiind  și bulgari (11,26%). Pentru 88,73% din locuitori nu este cunoscută apartenența etnică.